# انقلاب بخارا
انقلاب بخارا به رویدادهای ۱۹۱۷ تا ۱۹۲۵ اشاره دارد که منجر به از بین رفتن امارت بخارا در سال ۱۹۲۰، تشکیل جمهوری خلق شوروی بخارا، مداخله ارتش سرخ، مقاومت مسلحانه توده‌ای مردم (باسمه‌چی‌ها)، سرکوب باسمه‌چی‌ها، الحاق جمهوری خلق شوروی بخارا به اتحاد جماهیر شوروی در ۱۹ سپتامبر ۱۹۲۴، به عنوان یک جمهوری اتحادیه جداگانه، حذف جمهوری تازه‌تاسیس در نتیجه جدایی ملی و تشکیل جمهوری‌های شوروی ازبکستان، ترکمنستان و تاجیکستان شد.